# Gare de Raahe
La gare de Raahe (en finnois : Raahen rautatieasema) est une gare ferroviaire finlandaise située à Raahe.

## Histoire
Le trafic de voyageurs s'est arrêté le 25 septembre 1966. La vente de billet a été interrompue au début des années 2000.